# Заяцкое (Вологодская область)
Заяцкое — посёлок в Кадуйском районе Вологодской области.
Входит в состав сельского поселения Семизерье (до 2015 года входил в Мазское сельское поселение), с точки зрения административно-территориального деления — в Мазский сельсовет.
Расположен на левом берегу реки Суда. Расстояние по автодороге до районного центра Кадуя — 53 км, до центра сельсовета деревни Маза — 10 км. Ближайшие населённые пункты — Кузьминка, Алеканово, Старостино.
По переписи 2002 года население — 23 человека (9 мужчин, 14 женщин). Всё население — русские.